# Refuge GroinGroin
Le Refuge GroinGroin est une association refuge pour animaux de ferme, et en particulier des cochons, située à Neuvillette-en-Charnie dans la Sarthe.

## Localisation
Le refuge est situé sur la commune de Neuvillette-en-Charnie, au lieu-dit Les Durandières.

## Historique
L'association est fondée en 2005 par deux amies, Caroline Dubois, une passionnée de cochons devenue végane, auteure du livre « Le Cochon nain », et Servane Hochet, docteure vétérinaire spécialiste des cochons nains, sur un terrain de 12 hectares situé à Neuvillette-en-Charnie dans la Sarthe,.    
Jusqu’en 2006, l'association se limite au placement de cochons abandonnés dans des familles d'accueil, puis c'est avec des cochons vietnamiens, achetés petits comme animaux de compagnie puis abandonnés adultes, généralement en raison de leur encombrement, que le Refuge Groingroin ouvre ses portes en 2006 et que Caroline Dubois accueille ses premiers pensionnaires,.   

## Animaux accueillis
En 2019, le refuge accueille une centaine d'animaux, principalement des cochons, mais aussi des chevaux, poneys, ânes, vaches, moutons, chèvres, chiens, chats, poules, coqs, dindes et dindons, rescapés des abattoirs, des élevages, de la maltraitance ou de l'abandon,,. Les animaux y vivent en liberté dans des prés qu’ils partagent avec leurs congénères, et ont accès à tout moment à des boxes paillés. Les animaux sont stérilisés afin de pouvoir accueillir le maximum d'animaux en détresse.

Quelques pensionnaires du Refuge GroinGroin
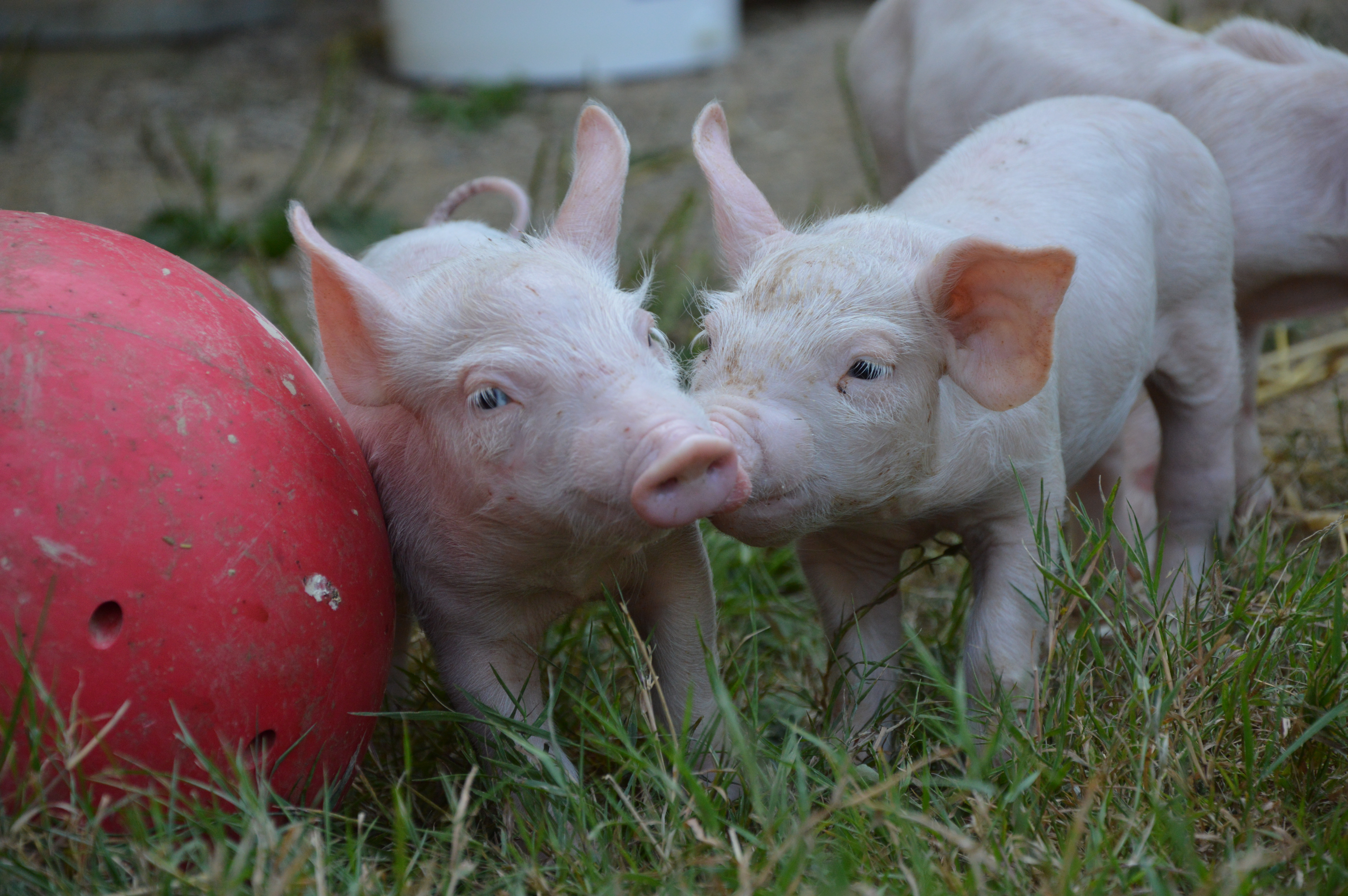
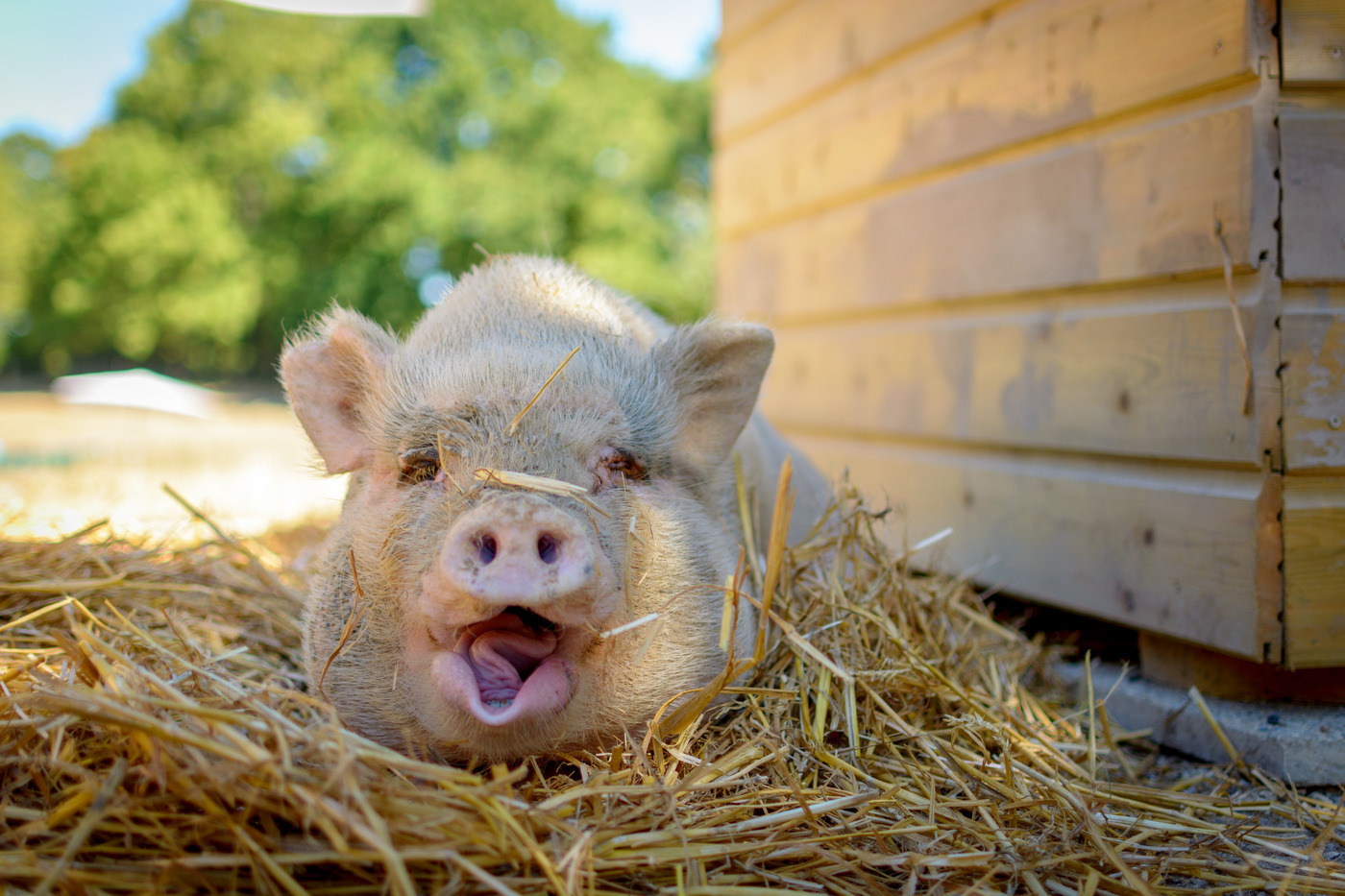
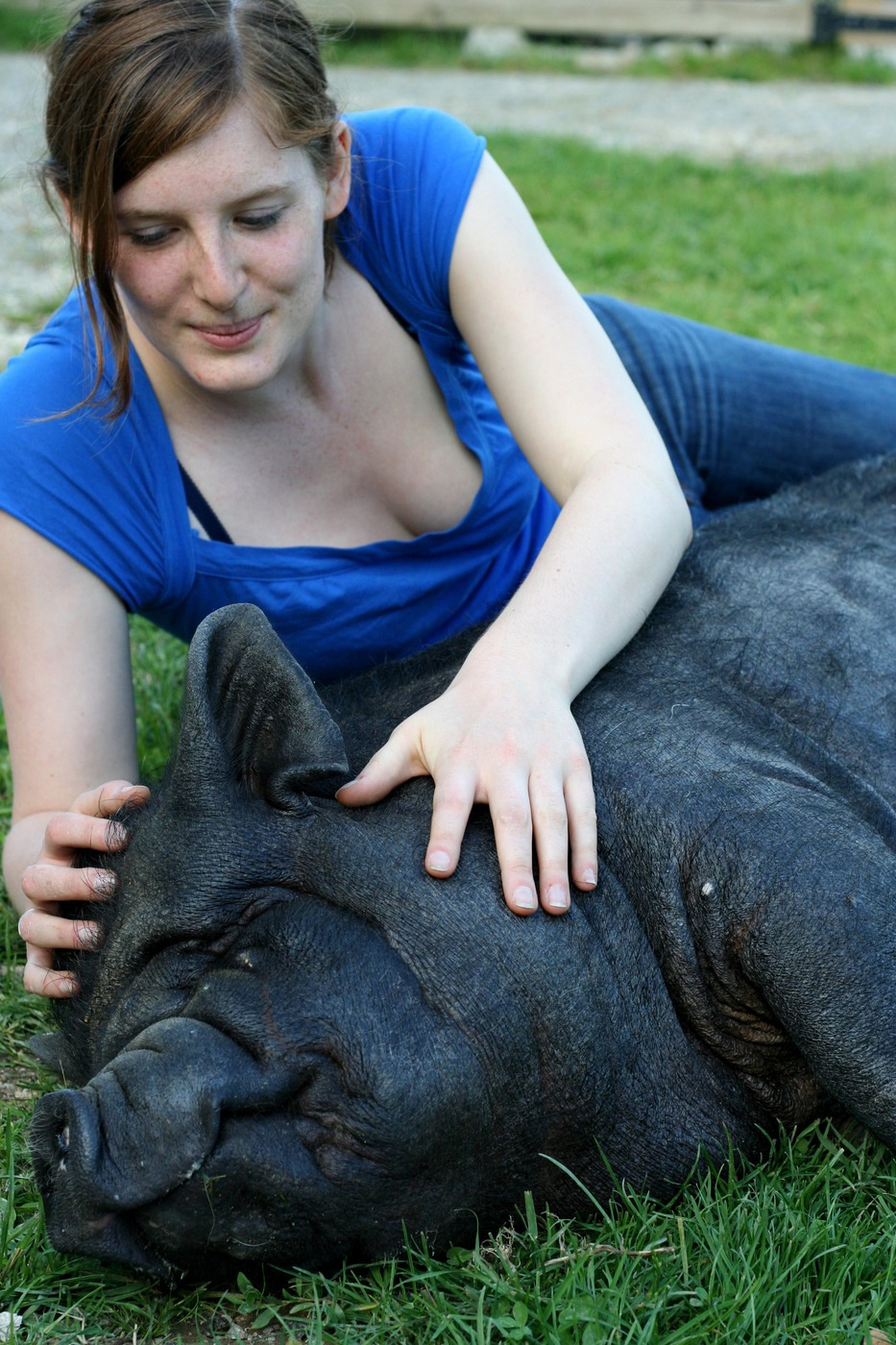
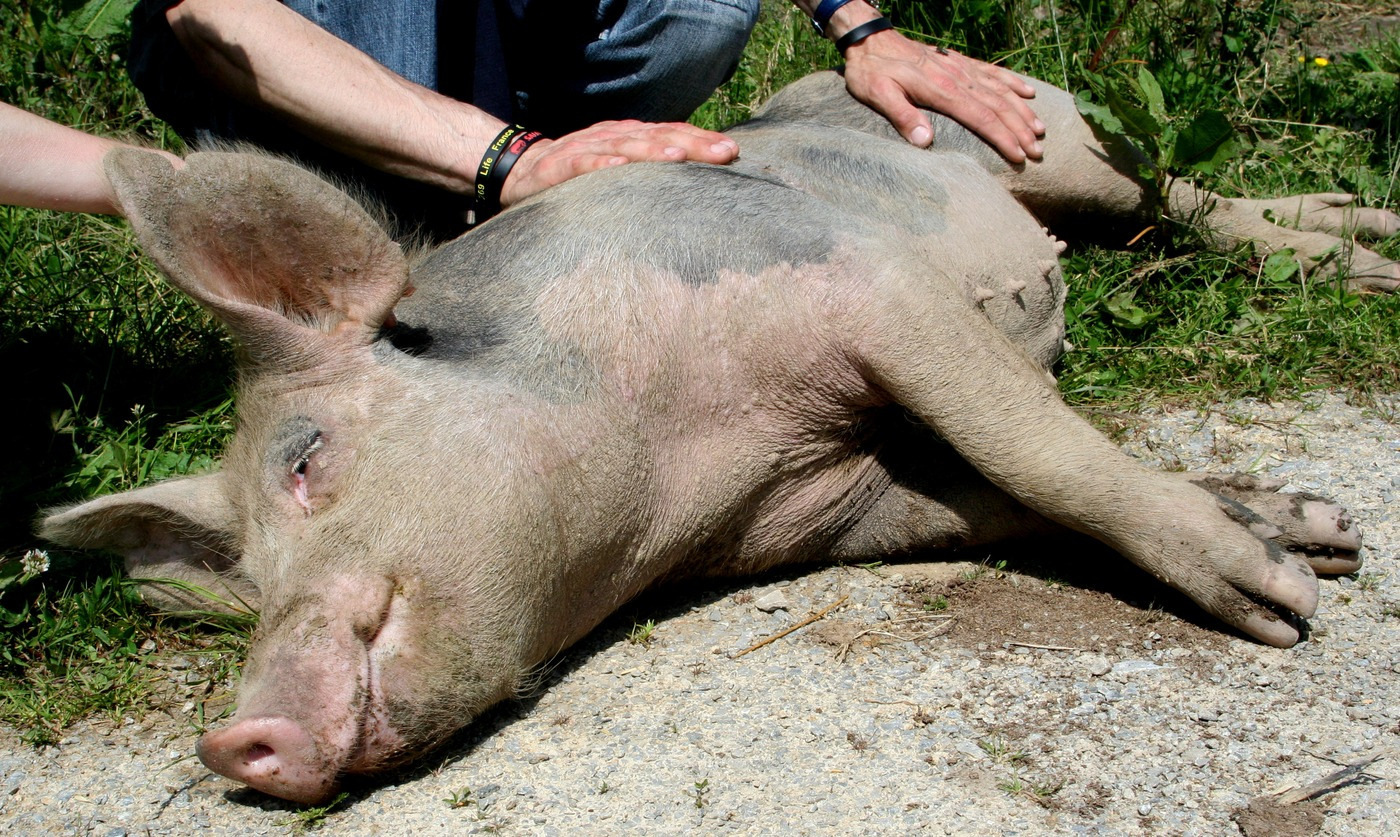
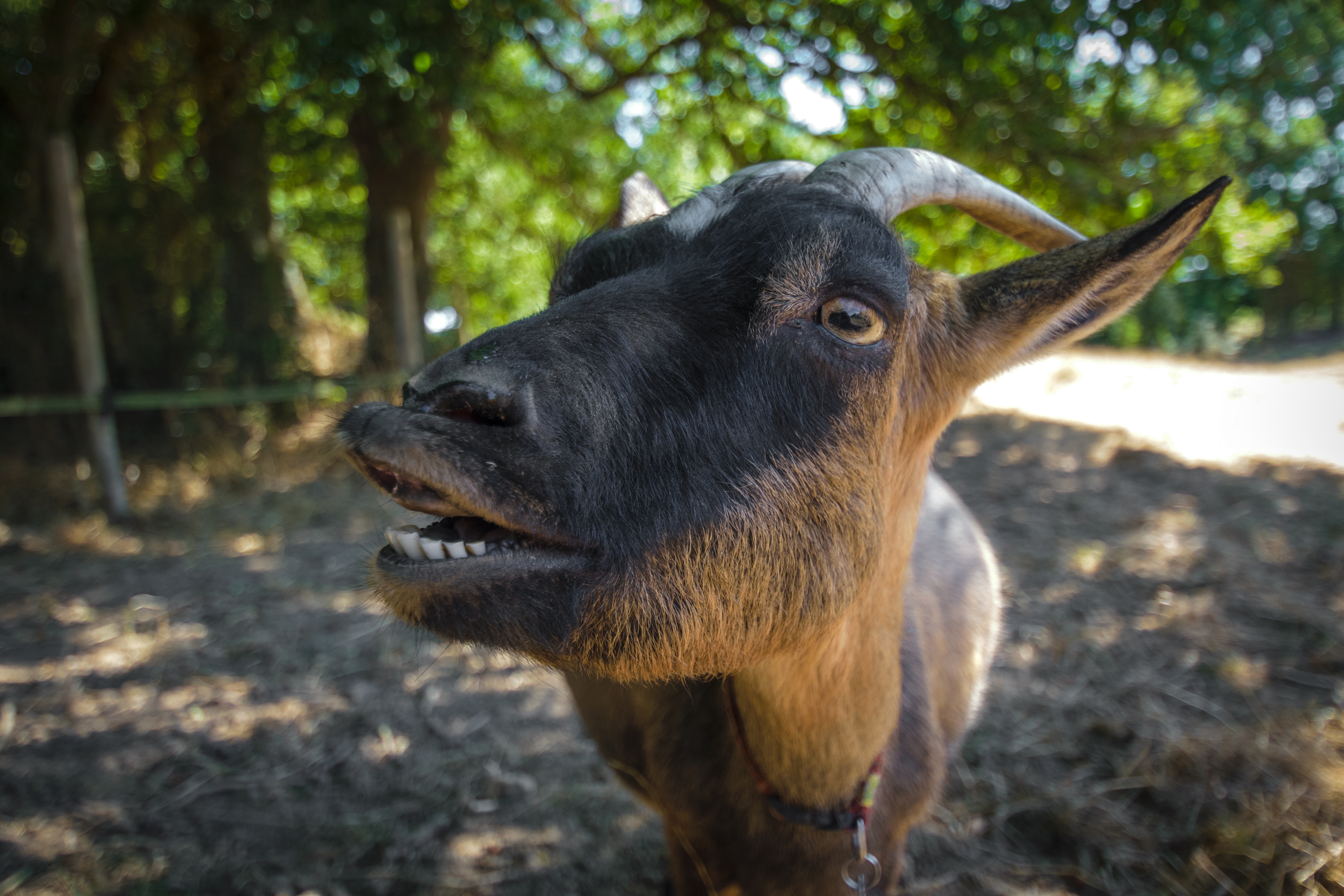

## Autres activités
GroinGroin est également un réseau national de placement de cochons abandonnés et maltraités,, qui s'occupe de sélectionner les futurs adoptants et effectue des covoiturages et des sauvetages. L'association est aussi un centre d'information sur les cochons dont les principaux buts sont de réhabiliter ce dernier auprès du grand public, de dénoncer la mode et l'« arnaque » des cochons nains,,, et de répondre aux questions des particuliers et des vétérinaires, 7 jours sur 7.

## Fonctionnement

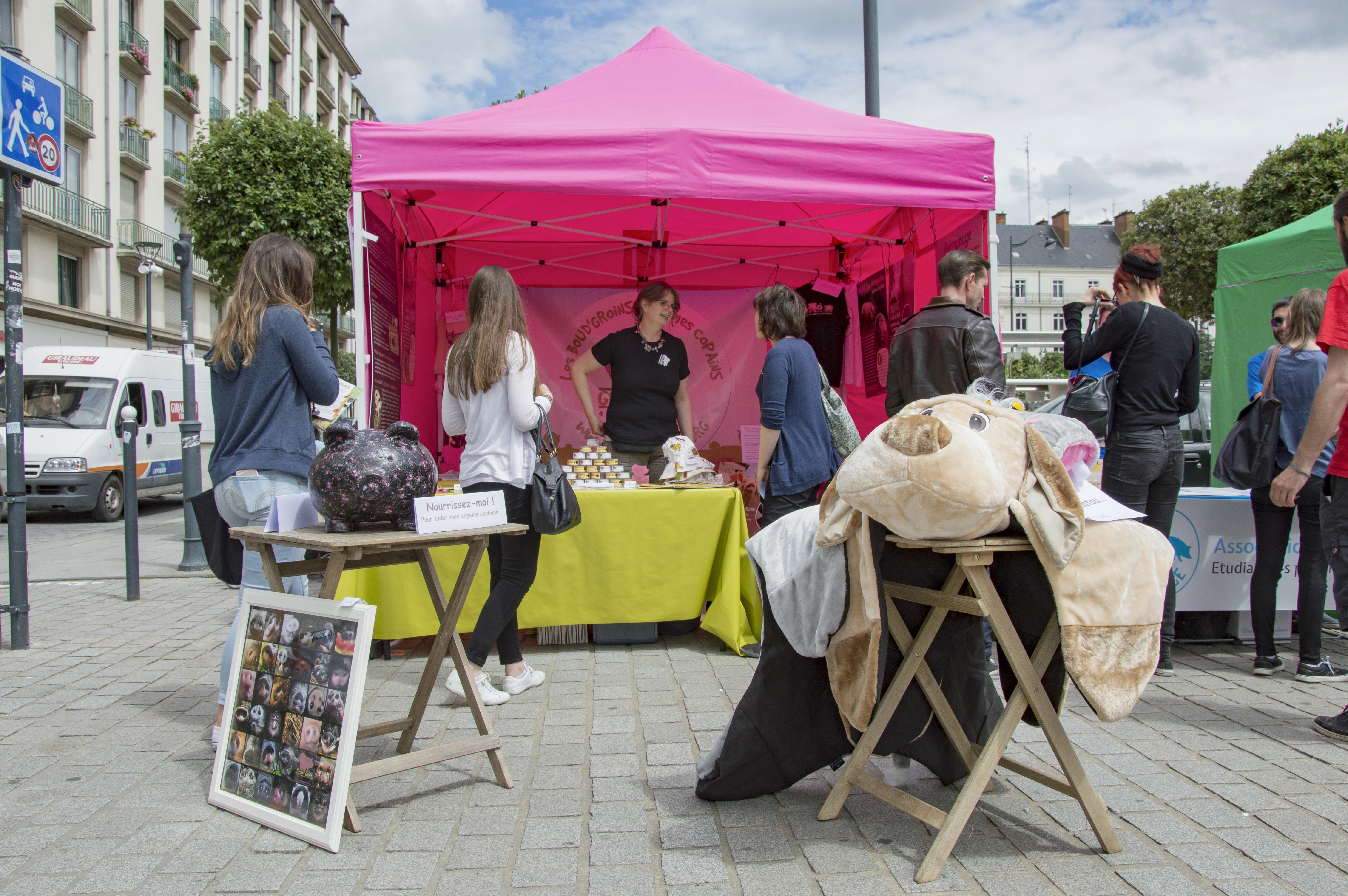
Stand du Refuge GroinGroin, lors de la Vegan Place à Rennes, en mai 2015.

En 2019, l’équipe de GroinGroin est composée d'une dizaine de bénévoles répartis sur toute la France, de trois salariés et d'une équipe de soigneurs.
Lors de « Happig days » réguliers, le refuge ouvre ses portes au public « pour informer et susciter une prise de conscience » sur la place donnée dans notre société à ces animaux,,. 
En juin 2019, Rosa B., militante antispéciste et dessinatrice de bande dessinée, met en images son séjour au refuge GroinGroin dans « Ils sont parmi nous ! », l'album n°4 de la série Insolente Veggie.

## Prises de position en faveur de la protection animale
En septembre 2019, GroinGroin signe une tribune cosignée par 179 autres personnalités et associations, interpellant les pouvoirs publics et réclamant « une transition agricole et alimentaire » ainsi que la fin de l'élevage intensif et industriel.
Le même mois, GroinGroin signe également une tribune cosignée par un collectif de personnalités artistiques et de responsables d'association, qui demande au gouvernement le retrait de l'attribution « protection animale » au Ministère de l'Agriculture et de l'Alimentation et la nomination d’un(e) Ministre de la Protection animale, reconnu(e) pour son engagement et son expertise en matière de protection des animaux.

## Financement
Le refuge vit de dons et de parrainages avec un budget annuel de fonctionnement de 180 000 €. 
Au nombre des donateurs se trouvent la fondation 30 millions d'amis qui aide GroinGroin dans sa lutte depuis 2013, ainsi que la Société protectrice des animaux.

## Publication
- Caroline Dubois, « Le cochon nain » : Manuel de soins et d’éducation, Mouleydier, Animalia, coll. « Guides petits mammifères », 2006, 96 p. (ISBN 2-915740-14-3, lire en ligne).